# Robert Pine
Robert Pine (Nova York, Estat de Nova York, 10 de juliol de 1941) és un actor estatunidenc, conegut per la seva interpretació del sergent Joseph Getraer en la sèrie de televisió CHiPs, de 1977 a 1983.

## Biografia
Granville Whitelaw Pine neix el 10 de juliol de 1941. És fill d'un conseller de la propietat industrial.
Després de diversos petits papers en el cinema i la televisió, Robert Pine encarna el sergent Joseph Getraer en la sèrie de televisió CHiPs, de 1977 a 1983, sobre NBC. A continuació, actua a les sèries Dels dies i de les vides l'any 1987 i Amor, glòria i bellesa de 1988 a 2001. En els anys 1980 i 1990, fa nombroses aparicions en les sèries més populars del moment, com Arabesque, K 2000, MacGyver o The Office.

## Vida privada
Està casat amb l'actriu Gwynne Gilford i és el pare de l'actor Chris Pine.

## Filmografia
Filmografia:
- Gunpoint (1966)
- Out of Sight (1966)
- Munster, Go Home (1966)
- The Young Warriors (1966)
- Lost in Space (1967)
- Journey to Shiloh (1968)
- The High Chaparral (1969)
- The Brotherhood of the Bell (1970)
- The Silent Force (TV) (1971)
- The Bears and I (1974)
- El dia de la llagosta (The Day of the Locust) (1975)
- L'imperi de les formigues (Empire of the Ants) (1977)
- Quinn Martin's Tales of the Unexpected (episodi "No Way Out") (TV) (1977)[3]
- The Apple Dumpling Gang Rides Again (1979)
- Enola Gay: The Men, The Mission, The Atomic Bomb (TV) (1980)
- Papa Was a Preacher (1985)
- Hoover vs. The Kennedys - John F. Kennedy (1987)
- The Bold and the Beautiful (1987) - Stephen Logan (1988-2001)
- Babies (1990) (TV)
- Rover Dangerfield - Duke (1991)
- On the Way Home (1992)
- The Little CHP (1995)
- Independence Day- Cap de gabinet del president (1996)
- Below Utopia (1997)
- CHiPs '99 (1998) (TV)
- Mach 2 (2001)
- Black Scorpion - Mayor Worth (2001)
- Confidence (2003)
- Helter Skelter (2004) (telefilm)
- The Long Shot (2004) - Douglas McCloud
- Yesterday's Dreams (2005)
- Red Eye - Hoste de l'hotel Mad (2005)
- Criminal Minds - Doug Gregory (2006)
- Big Love (2006)
- The Office - Gerald Halpert (2006)
- Avatar: The Last Airbender - Pescador (La tempesta)
- All I Want for Christmas (2007) com a Arthur Nelson
- Love's Unfolding Dream (2007) com a Dr. Jackson
- No Man's Land: The Rise of Reeker (2008) com a xèrif Reed
- Lakeview Terrace (2008)
- Small Town Saturday Night (2010) com a John Ryan
- The Mentalist - Bloodsport (2011) com a Mr. Mitchell
- Parks and Recreation (2011)
- Granite Flats (2013) (TV)
- Jobs  (2013) com a Edgar S. Woolard, Jr.
- Frozen  (2013) com a Bishop